# 佐藤正英
佐藤 正英（さとう まさひで、1936年2月4日 - 2023年11月9日）は、日本の宗教学者・倫理学者。専攻は、倫理学・日本倫理思想史。東京大学名誉教授。

## 略歴
長野県生まれ、1958年に東京大学文学部倫理学科卒、1965年同大学院博士課程単位取得満期退学、1978年東京大学文学部助教授、教授を経て、1996年定年退官し、2006年まで共立女子大学文芸学部教授（文学専攻文芸教養コース）、また日本倫理学会会長も務めた。
2023年11月9日、肺炎のため、死去した。87歳没。死没日付をもって従四位に叙され、瑞宝小綬章を追贈された。

## 著書
- 『隠遁の思想 西行をめぐって』東京大学出版会、1977年、ちくま学芸文庫 2001年
- 『歎異抄論註』青土社、1989年、新装版1992年
  - 『歎異抄論釈』青土社、2005年
- 親鸞述『新註 歎異抄』朝日文庫、1994年
  - 『定本 歎異抄』青土社、2007年
- 『親鸞入門』ちくま新書、1998年
- 『日本倫理思想史』東京大学出版会、2003年、増訂版2012年
- 『聖徳太子の仏法』講談社現代新書、2004年
- 『小林秀雄－近代日本の発見』講談社＜再発見日本の哲学＞、2008年
- 『故郷の風景─もの神・たま神と三つの時空』ちくまプリマー新書、2010年
- 『古事記神話を読む　〈神の女〉〈神の子〉の物語』青土社、2011年
- 『日本の思想とは何か－現存の倫理学』筑摩書房〈筑摩選書〉、2014年

### 共著・校訂・監訳など
- 山本常朝・田代陣基編 『日本思想大系26 葉隠』（相良亨共同校訂）、岩波書店、1976年
  - 『定本 葉隠』 ちくま学芸文庫（上中下）、2017年。校訂（吉田真樹監訳）
- 高坂昌信『甲陽軍鑑』ちくま学芸文庫、2006年
- 宮本武蔵『五輪書』ちくま学芸文庫、2009年
- 宮負定雄『奇談雑史』ちくま学芸文庫、2010年。武田由紀子共同校訂
- 世阿弥『風姿花伝』ちくま学芸文庫、2019年
- 『日本倫理思想史研究』 ぺりかん社、1983年。野崎守英共編
- 『徹底討議 親鸞の核心をさぐる』 青土社、1992年
- ジョン・ヒネルズ『世界宗教事典』 青土社、1999年
- オドン・ヴァレ『神はなぜ生まれたか』ほか全4巻、「神の再発見」双書、創元社、監修（遠藤ゆかり訳）
- 『世界宗教の謎』監訳、ゆまに書房、2004年。4巻組（ユダヤ教・キリスト教・イスラム教・仏教）